# Camerun Britànic

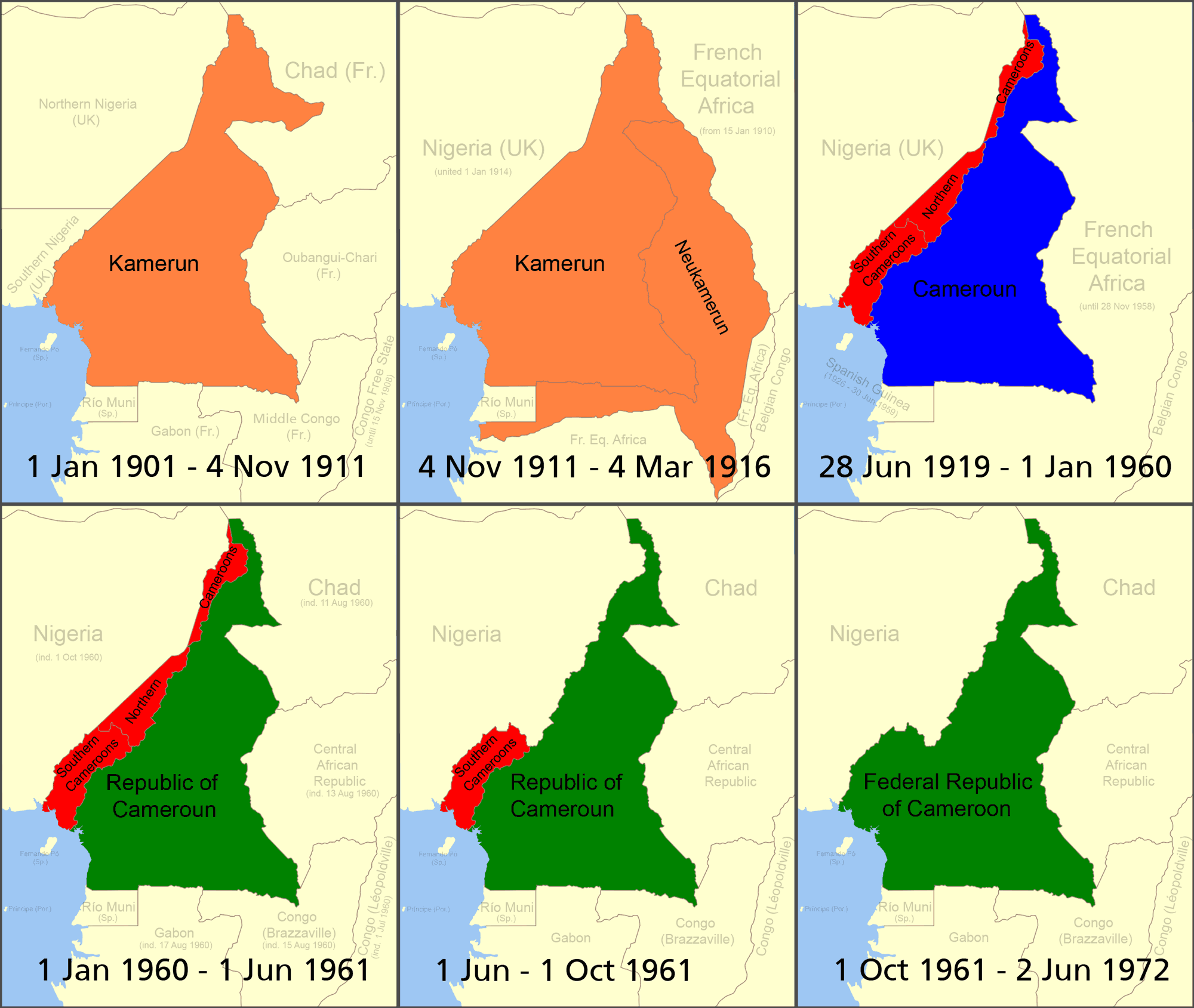
Evolució de la colònia de Camerun fins a la formació de l'estat actual, en 1961.
Camerun alemany en taronja
Camerun Britànic i Camerun del Sud en vermell
Camerun Francès en blau
República de Camerun en verd

El Camerun britànic va ser un territori sota mandat Britànic a l'Àfrica Occidental, actualment dividit entre Nigèria i Camerun. La part que va anar al Camerun va formar l'estat de Camerun Occidental (1961-1972) dins de la República Federal del Camerun, fins que l'estat fou abolit i de facto annexionat a l'estat del Camerun Oriental per formar la república Unida del Camerun.

## Història
La zona de l'actual Camerun va ser reclamada per Alemanya com un protectorat durant el repartiment d'Àfrica al final del segle xix (després de la Conferència de Berlín). Durant la Primera Guerra Mundial, va ser ocupat per les tropes britàniques, franceses i belgues, i més tard va passar a formar part del mandat de Gran Bretanya i França. Aquests països van rebre un mandat de la Societat de Nacions per administrar-lo, que després fou transformat en un fideïcomís (Trust Territory) de les Nacions Unides. El mandat francès fou conegut com a Camerun Francès (o Camerun Oriental) i el territori britànic (Camerun Occidental) es va administrar en dues zones, Camerun del Nord i Camerun del Sud. Camerun del Nord constava de dues parts no adjacents.
L'1 d'octubre de 1954 fou dotat d'un govern responsable dirigit per Emmanuel Mbela Lifate Endeley del KNC (Kamerun National Convention) un partit fundat el 1953 que era favorable a la separació del Camerun del Nord i Camerun del Sud de Nigèria per formar una entitat autònoma (més tard es va fusionar amb el Partit Popular del Camerun o Kamerun People's Party i el partit resultant va agafar el nom de Convenció Nacional del Pobles del Camerun/Cameroons Peoples' National Convention, i es va acostar progressivament a una major integració amb Nigèria). El 1957 es van celebrar les primeres eleccions que van donar la victòria a Endeley però la coalició KNC-KPP va perdre suport amb relació a les anteriors eleccions celebrades a les regions de Nigèria (la del nord i l'oriental). Les eleccions del gener de 1959 van donar la victòria a John Ngu Foncha del KNDP (Kamerun National Democratic Party/Partit Nacional Democràtic del Camerun), format el 1955 (escissió del KNC) i partidari de la independència, que tenia el major suport al Camerun del Sud (acabarà fusionat al partit únic Union Nationale Camerounaise/Cameroon National Union el 1966). L'octubre de 1960 els dos Cameruns foren separats; el govern responsable va continuar al Camerun del Sud mentre el nord va passar sota l'autoritat d'un administrador.
El Camerun Francès va obtenir la independència el gener de 1960, i Nigèria va aconseguir la independència aquest mateix any, la qual cosa va plantejar la qüestió de què fer amb el territori britànic. Després d'alguns debats (que venien succeint des de 1959), es va decidir convocar un referèndum, que es va celebrar l'11 de febrer de 1961. La majoria musulmana de la zona nord va optar per la unió amb Nigèria i la zona sud va votar per la unió amb Camerun.
L'administrador britànic del Nord va traspassar el territori a la regió Nord de Nigèria el 31 de maig de 1961, mentre que el sud del Camerun va passar a formar part del Camerun ex francès l'1 d'octubre del mateix any i el govern local va seguir en funcions com a govern del Camerun Occidental dins de la república Federal del Camerun (a més John Ngu Foncha era vicepresident de la república) fins a la seva dissolució el 1965.
Ngu Foncha fou primer ministre fins al 13 de maig de 1965 (va conservar el càrrec de vicepresident). El va succeir Augustine Ngom Jua designat a pesar dels seu punt de vista independentista, membre de l'aliança KNDP-CPNC (Kamerun National Democratic Party-Cameroons Peoples' National Convention). Fou destituït pel president Ahidjo el gener de 1968, que va nomenar al seu lloc a Salomon Tandeng Muna, persona de la seva confiança. El 1972 la república federal del Camerun va esdevenir la república Unida del Camerun i els dos estats federats abolits per integrar un únic estat.

## Governants

### Administradors militars
- 1914 - 1919 Administradors militars
  - 1914 - 1916 Josep Gauderic Aymerich
  - 1916 - 1919 Lucien Louis Fourneau

### Residents britànics
- 1916 Kenneth V. Elphinstone
- 1916 - 1917 E.C. Duff
- 1917 - 1919 P.V. Young
- 1919 W.G. Ambrose
- 1919 John C. Maxwell
- 1919 - 1921? John Humphrey Davidson
- 1921 - 1925 Fitz Herbert Ruxton (sènior resident)
- 1925 William Edgar Hunt (oficial de districte, resident interí)
- 1925 - 1928 Edward John Arnett (sènior resident) (primera vegada)
- 1928 - 1929 H.J. Aveling (interí)
- 1929 - 1932 Edward John Arnett (segona vegada)
- 1932 - 1933 Frederick Bernard Carr (oficial de districte)
- 1933 George Hugo Findlay (sènior resident)
- 1933 - 1935 John Wynne Corrie Rutherfoord
- 1935 - 1938 D.W. Firth (sènior resident)
- 1938 - 1939 L. Sealy-King (interí, primera vegada)
- 1939 - 1942 Arthur Evelyn Francis Murray (sènior resident)
- 1942 - 1943 L. Sealy-King (segona vegada)
- 1943 - 194? James Macrae Simpson
- 194? - 1945 Percy Graham Harris
- 1945 Alfred Leeming (senior district officer)
- 1945 R.J. Hook (interí)
- 1945 - 1946 Frank B. Bridges
- 1946 - 1949 Neil Mackenzie (senior district officer)
- 1949 D.A.F. Shute (sènior resident)
- 1949 - 1954 Edward John Gibbons (resident especial)

### Comissionats
- 1954 - 1956 Edward John Gibbons
- 1956 - 1961 John Osbaldiston Field

### Primers ministres
- 1954 - 1959 Emmanuel Mbela Lifate Endeley
- 1959 - 1961 John Ngu Foncha (autònom) i 1961-1965 (estat de West Camerun)
- 1965 - 1968 Augustine Ngom Jua (estat de West Camerun)
- 1968 - 1972 Salomon Tandeng Muna (estat de West Camerun)

### Administrador de Northern Cameroons
- 1960 - 1961 Sir Percy Wyn-Harris (b. 1903 - d. 1979)